# Gudrun Collett
Gudrun Collett (nacida von der Lippe; Eidsfoss, 14 de febrero de 1890 - Málaga, 19 de noviembre de 1961) fue una empresaria noruega, conocida por ser una de las figuras destacadas de la resistencia contra la ocupación nazi de Noruega durante Segunda Guerra Mundial, donde participó activamente en la Ayuda Danesa que consiguió alimentos para el pueblo ocupado noruego.

## Primeros años
Gudrun Collett era hija del ingeniero Jacob von der Lippe (1856-1935), quien en 1879 compró la empresa en quiebra Eidsfos Jernverk con Christian Olsen. En 1910 se casó con el ingeniero Emil Collett (1875-1940), quien en 1933 inventó la bebida vitamínica Sana-Sol. Emil Collett murió de un tumor cerebral en 1940.

## Segunda Guerra Mundial

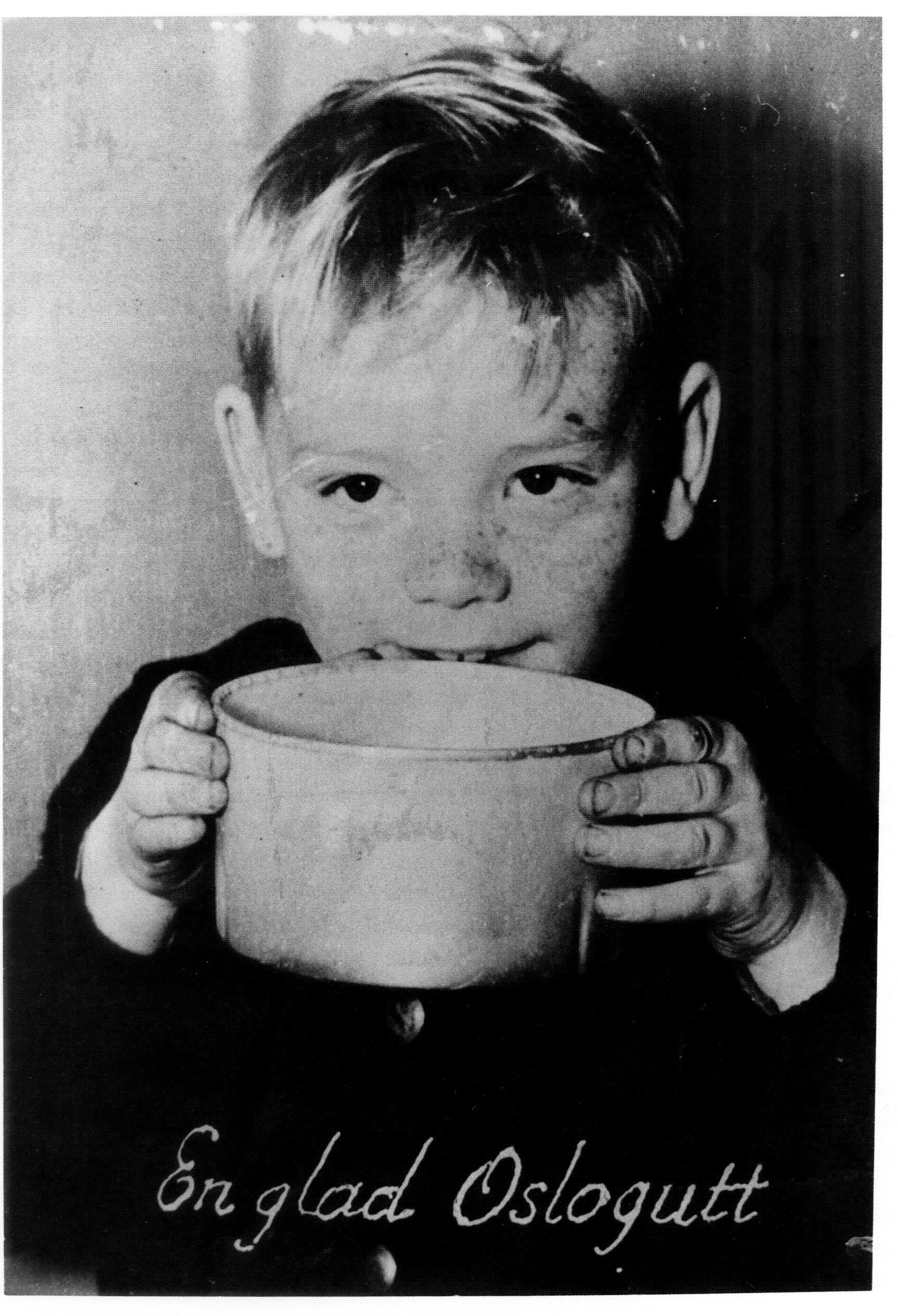
La sopa danesa fue una incorporación bienvenida a la dieta de los escolares noruegos durante la guerra.

Gudrun Collett comenzó a trabajar en la Ayuda Danesa, donde en 1943 puso en marcha los «puestos de sopa de la Ayuda Danesa» junto con el pastor Dagfinn Hauge y Katrine Arnesen, directora de la escuela Sagene, entre otros. El trabajo con los puestos de sopa fue dirigido finalmente por Helga Evang.
Max Manus dijo que si «n.º 24» (Gudrun Collett, según su nombre en clave) y «n.º 28» (Borghild Hammerich) no hubieran tomado el control de la Ayuda Danesa, todo el mundo habría tenido problemas. Parte de la comida danesa se almacenaba en el sótano de la tienda de Collett, la tienda de muebles de von der Lippe en el número 12 de Stortingsgata, Oslo. En su casa del número 9 de Nordraaks había «centros secretos, almacenes de armas, etc.». Allí ella y su hija (también activa en la resistencia) servían a menudo la cena en secreto a Gunnar Sønsteby. Su trabajo ilegal la obligó a huir a Suecia en 1944. La granja del coronel Wettre en Nannestad fue una escala en su ruta de huida. En la frontera fue recibida por Max Manus.

El espectáculo que me encontré [en la frontera] siempre será para mí uno de los mejores recuerdos de mi vida. Una señora esbelta y hermosa se acercaba trotando enérgicamente por el camino con una maleta en la mano y un precioso abrigo de leopardo colgado del brazo. Salí, ella se detuvo y me dijo con un encantador acento de Oslo: Buenos días, ¿esto es Suecia?
Max Manus en Mitt Liv, sobre cuando conoció a Gudrun Collett.

## Posguerra
En 1945 se celebró en Noruega una asamblea de jóvenes que se trasladó a Dinamarca para celebrar el Día de la Juventud Danesa. Gudrun Collett fue la organizadora del evento, junto con otros como el profesor Kristine Bonnevie, el pastor Dagfinn Hauge, el conservador Johan Henrik Langaard, el doctor Håkon Rasmussen y el director del Banco de Noruega Nicolai Rygg. Participó activamente en sentar las bases de la Fundación para la Cooperación Danesa-Noruega. Como agradecimiento por la ayuda durante la guerra, Noruega regaló el centro Lysebu, dedicado a la difusión de la cultura danesa en Noruega, a la Fundación y collett se convirtió en miembro del comité encargado de amueblar y ampliar el centro. Con la ayuda de Eva Nordsveen, diseñadora de interiores y arquitecta de la empresa Von der Lippe, realizó una gran labor de decoración y adquisición de mobiliario y equipamiento. Junto a arquitecto de Lysebu, Magnus Poulsson, Collett y Nordsveen ayudaron a sentar las bases del estilo que caracterizan al centro Lysebu.
En 1950 formó parte de la junta directiva de la Sociedad de Socorro Noruego-Checoslovaca, dirigida por Carl P. Wright.

## Honores
- Medalla Real de Recompensa danesa 1947